# Anatinae
Die Anatinae sind eine Unterfamilie der Entenvögel, deren Feingliederung von Taxonomen unterschiedlich vorgenommen wird und deren Gattungs- beziehungsweise Artumfang wegen neuer morphologischer Erkenntnisse teilweise stark im Umbruch ist. Früher wurden dieser Unterfamilie alle „Nicht-Gänse“ unter den Entenvögeln zugeordnet, so dass das Taxon Anatinae sinnvollerweise mit dem deutschen Namen Enten belegt war. Inzwischen wird den Halbgänsen und Ruderenten eine Sonderstellung innerhalb der Ordnung der Anseriformes zugebilligt, so dass die Schwimmenten, die Tauchenten, die Meerenten und Säger sowie zwei wenig bekannte Gattungen als Anatinae übrig bleiben. Der Artikel folgt der Abgrenzung, wie sie die auf Entenvögel spezialisierte Ornithologin Janet Kear in der als Standardwerk angesehenen Abhandlung vorgeschlagen hat. Diese Zuordnung ist noch nicht als allgemeingültig zu betrachten. Eine Reihe von Zoologen bevorzugen andere Zusammenstellungen der Anatinae.

## Allgemeine Merkmale des Erscheinungsbildes
Die der Unterfamilie Anatinae zugeordneten Enten weisen einheitliche Körpermerkmale auf, wie sie sich auch entweder bei allen oder bei einer Vielzahl anderer den Anseriformes zugehörigen Arten finden. Dazu gehören der gedrungene Körperbau, die kurzen Beine, die relativ weit hinten am Körper angesetzt sind und die zu dem charakteristischen watschelnden Gang führen, der Schnabel, der am inneren Schnabelrand Hornleisten sowie eine Hornkappe an der Schnabelspitze aufweist, und die durch Schwimmhäute verbundenen Vorderzehen der Füße. Die Küken weisen ein dichtes Dunenkleid auf und sind Nestflüchter, die wenige Stunden, nachdem sie das Ei verlassen haben, bereits schwimmfähig sind. Charakteristische Körpermerkmale und Verhaltensweisen finden sich eher bei den einzelnen Triben.

### Tribus Schwimmenten (Anatini)
siehe auch Hauptartikel: Schwimmenten

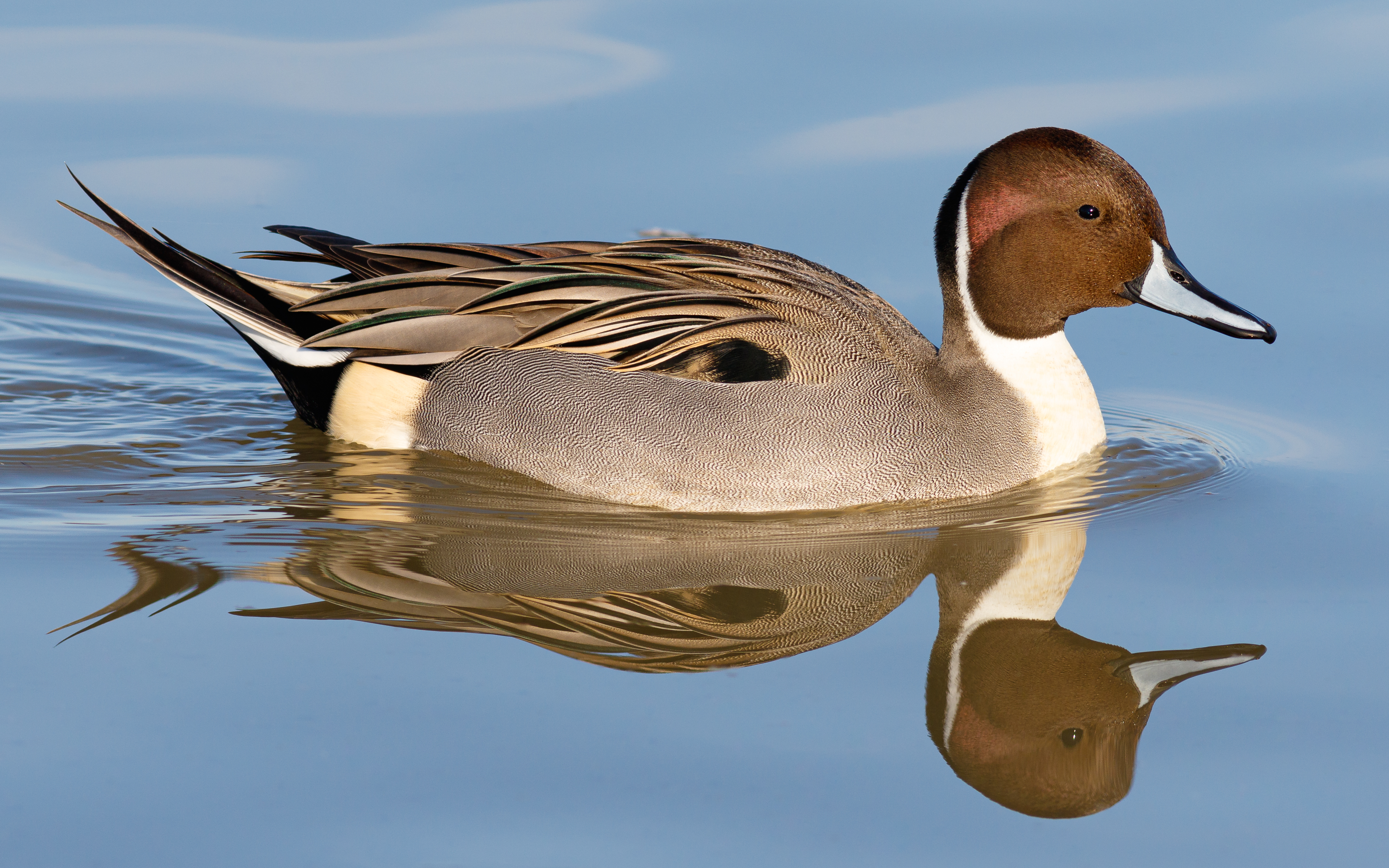
Erpel der Spießente

Diese artenreiche Tribus umfasst Enten, die unter anderem durch einen ausgeprägten Saison- und Geschlechtsdimorphismus gekennzeichnet sind. Bei vielen Arten haben die Männchen ein stark kontrastierendes Prachtkleid. Im Ruhekleid weisen sie ähnlich wie die Weibchen ein braunes, unauffälliges Gefieder auf. Schwimmenten ernähren sich gründelnd. Sie stehen dabei mit dem Kopf nach unten im Wasser, so dass sich neben dem Kopf auch Hals und Brust im Wasser befinden. Der übrige Rumpf sowie die Beine halten dabei das Gleichgewicht durch leichte Beinbewegungen. Deshalb hat sich für diese Tribus auch die Bezeichnung Gründelenten etabliert, den eine Reihe von Ornithologen für eine bessere, weil sprechendere Wahl als die Bezeichnung Schwimmenten halten. Schwimmenten sind zwar grundsätzlich in der Lage mit dem ganzen Körper im Wasser einzutauchen, sie nutzen diese Fähigkeit jedoch in der Regel nur zur Feindvermeidung.
Charakteristisch für Schwimmenten ist, dass der Körperschwerpunkt so zur Körpermitte hin verlagert ist, dass das Körperende leicht aus dem Wasser gehoben wird. Grundsätzlich weisen Schwimmenten ein spezifisch leichteres Körpergewicht als Tauchenten auf. Sie liegen deshalb höher im Wasser als diese. Typisch ist für Gründelenten außerdem, dass sie in der Lage sind, sich unmittelbar aus dem Wasser in die Luft zu erheben, ohne dafür eine Anlauffläche zu benötigen.
Zu den anatomischen Besonderheiten der Schwimmenten zählt die dünne Hinterzehe sowie die am Ende der Luftröhre befindliche Syrinx, die zu einer Trommel erweitert und bei Gründelenten vollständig verknöchert ist.
Die Stockente, die sich regelmäßig auf den Gewässern in städtischen Grünanlagen einfindet, ist die vermutlich bekannteste Schwimmente. Weitere in Europa heimische Arten sind Pfeif-, Schnatter-, Krick-, Spieß-, Knäk- und Löffelente. Mandarin- und Brautente wurden nach Europa eingeführt und kommen als Gefangenschaftsflüchtlinge auch wild vor. Die früher oft als eigenständige Tribus geführten Glanzenten werden heute größtenteils bei den Schwimmenten, zwei Arten auch bei den Halbgänsen eingeordnet.

### Tribus Tauchenten (Aythyini)
siehe auch Hauptartikel: Tauchenten

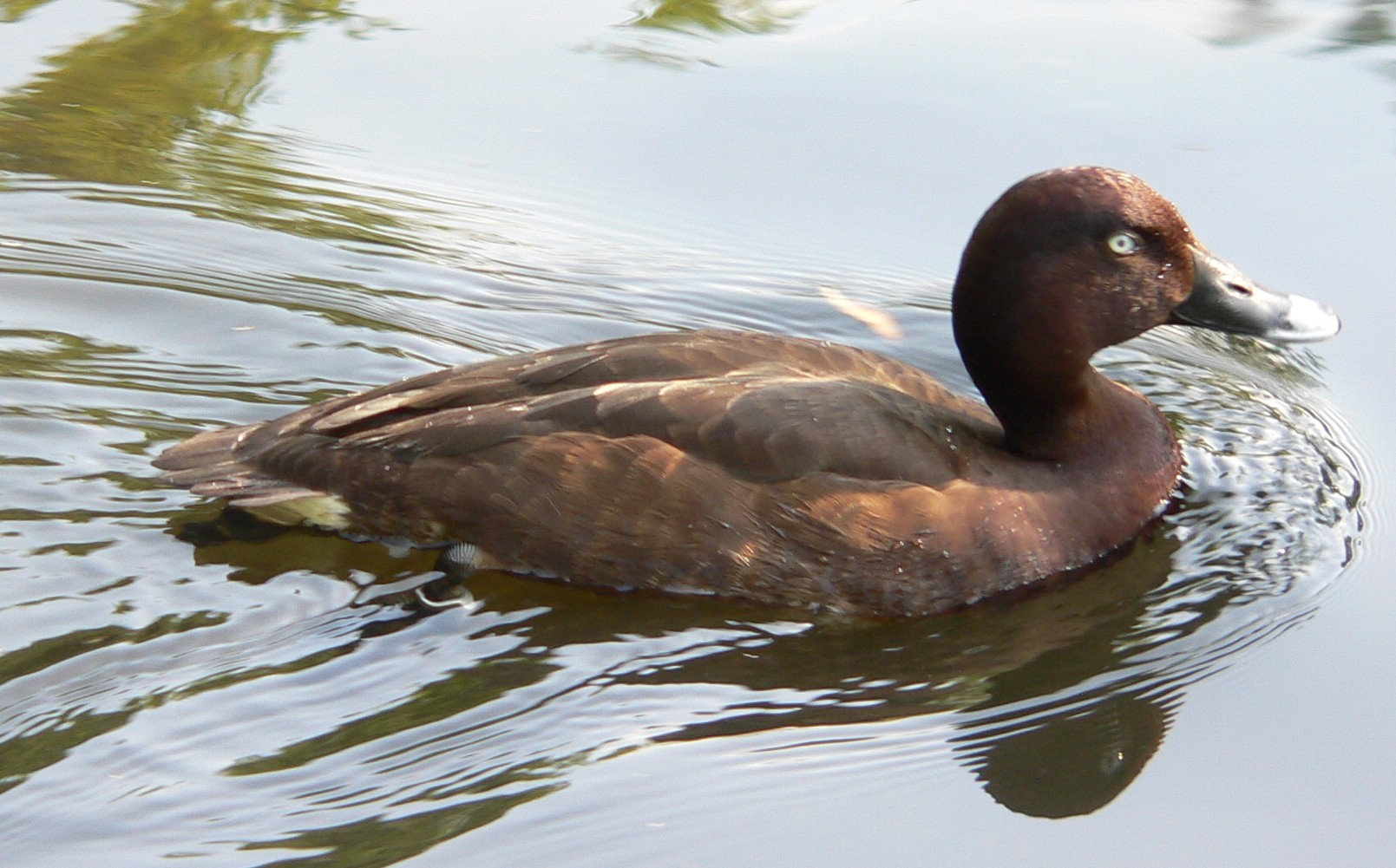
Tasmanmoorente

Bei den Tauchenten (Aythyini) handelt es sich um meistens süßwasserbewohnende Enten, die ihre Nahrung tauchend finden. Die charakteristische Eintauchbewegung beginnt mit einem leichten Anheben des Oberkörpers aus dem Wasser, der Hals ist dabei nach unten gekrümmt, aber gestreckt. Mit einem gleichzeitigen Schlag der Füße taucht die Ente dann ins Wasser ein. Typisch für die Tauchenten sind die sehr weit hinten angesetzten Beine, die ihnen die erforderliche Kraft verleihen, um auch sehr tief im Wasser einzutauchen. Trauer- und Samtenten erreichen dabei regelmäßig Gewässertiefen von 30 Metern. An Land sind Tauchenten auf Grund ihrer Beinstellung in der Regel schwerfällig und haben einen auf den Menschen unbeholfen wirkenden Gang.
Tauchenten sind im Schnitt etwas kleiner als Schwimmenten und weisen eine gedrungenere Körperform auf. Der Körperschwerpunkt ist weit nach hinten verlagert. Tauchenten haben ein höheres spezifisches Gewicht und liegen, verglichen mit den Schwimmenten, tiefer im Wasser. Ihr Rücken ist gerundet. Um sich aus dem Wasser in die Luft zu erheben, laufen sie meist unter heftigem Flügelschlagen gegen den Wind, wobei die jeweilige Wegstrecke von der Körpermasse beeinflusst ist. Bei einigen der Arten finden sich wie bei den Schwimmenten ein Saison- und Geschlechtsdimorphismus. Die zu den Entenvögeln Südamerikas zählende Rosenschnabelente, die afrikanische Rotaugenente, die Tasmanmoorente und die Madagaskarmoorente sowie die Maoritauchente weisen ein Gefieder ohne starke saisonale Änderung auf. Man spricht deshalb bei ihnen auch von einem Jahreskleid. Auch bei anderen Männchen der Tauchenten sind die Unterschiede zwischen Brut- und Ruhekleid nicht sehr ausgeprägt. Die Moorente ist unter den europäischen Anatinae-Arten die einzige, bei der der Geschlechtsdimorphismus nur schwach ausgeprägt ist.
Zu den anatomischen Besonderheiten der Tauchenten zählt die verdickte Hinterzehe.
Zu den bekannteren Tauchenten, die in Europa zu den regelmäßigen Brutvögeln gehören, zählen die Reiher-, Berg- sowie die Kolbenente.

### Tribus Meerenten und Säger (Mergini)
siehe auch Hauptartikel: Meerenten und Säger

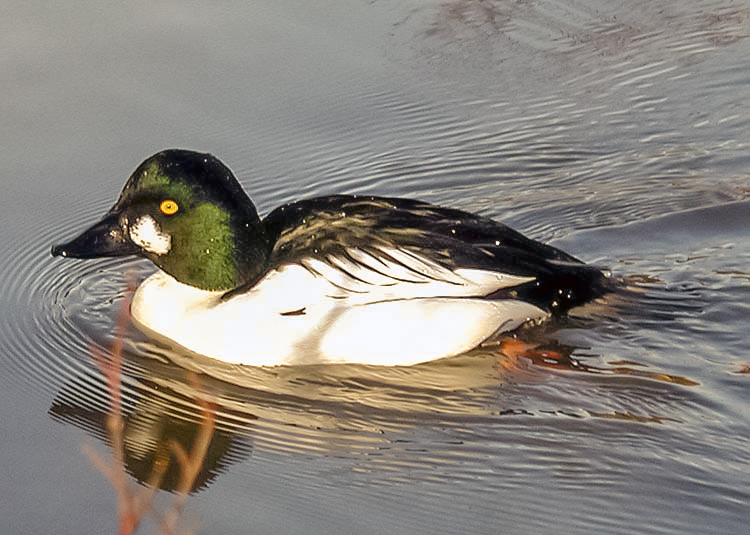
Schellente

Die Meerenten und Säger (Mergini) umfassen neben den Sägern eine Reihe tauchender Enten, die oft, aber nicht immer, an ein Leben an Meeresküsten angepasst sind. Schellente und Eiderente sind Beispiele für solchen Anatinae-Arten. In ihrem Erscheinungsbild ähneln Meerenten und Säger den Tauchenten. Kennzeichnend für die Säger ist der dünne, sehr schmale Schnabel. Der Nagel an der Schnabelspitze ist hakenförmig umgebogen, an den Rändern von Ober- und Unterschnabel finden sich scharfe, leicht zugespitzte Zähne.
Die Nahrung der zu den Meerenten und Sägern gehörenden Arten ist überwiegend animalisch. Zu den Nahrungsbestandteilen zählen Wasserinsekten, Mollusken, Stachelhäuter und Fische. Die Prachteiderente soll in sogenannten Gradationsjahren, in denen ein überreichliches Angebot an Kleinsäugern vorhanden ist, auch diese gelegentlich fressen. Bei einigen Arten kommen ergänzend die Samen und Grünbestandteile von Wasserpflanzen hinzu.

### Tribus Malacorhynchini
siehe auch den Hauptartikel Malacorhynchini

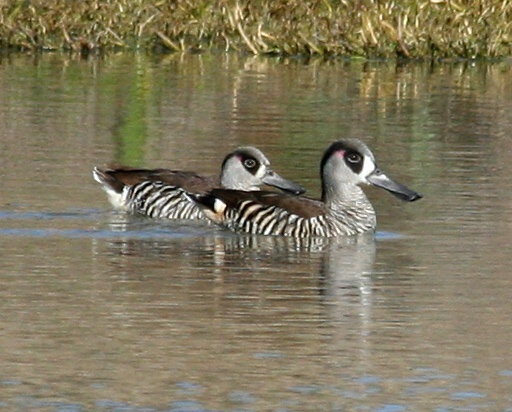
Rosenohrenten

Als vierte Tribus werden nach Kear die Malacorhynchini mit den zwei wenig bekannten Arten Rosenohrente und Salvadoriente zu den Anatinae gezählt. Die Salvadoriente ist eine Entenart, die in ihrer Verbreitung auf die schwer zugänglichen Hochlandregionen Neuguineas beschränkt ist. Sie wurde erst 1894 wissenschaftlich beschrieben; der erste Gelegefund stammt aus dem Jahre 1959. Die Rosenohrente ist eine Entenart Australiens. Malacorhynchus scarletti, als dritte dieser Tribus zugerechnete Art, lebte einst in Neuseeland und wurde schon von den Māori ausgerottet. Die Verwandtschaft der beiden Arten zueinander hat Bradley Livezey auf Basis morphologischer Gemeinsamkeiten angenommen. Traditionell wird die Rosenohrente entweder als Vertreter der Schwimmenten oder als isolierte Art an der Basis der Entenvögel angesehen, während die Salvadoriente als Bewohner schnell fließender Bäche in den Verhaltensweisen Ähnlichkeiten zu den Sturzbach- und Saumschnabelenten aufweist, die allerdings zu den Halbgänsen gezählt werden.

## Die Mauser
Die meisten Entenarten der Anatinae wechseln zweimal im Jahr ihr Gefieder, wobei der Gefiederwechsel bei Männchen und Weibchen zeitlich leicht versetzt voneinander verläuft. Die Mauser vor der Brutzeit wird als pränuptiale Mauser bezeichnet und ist der Wechsel vom Ruhekleid ins Pracht- beziehungsweise Brutkleid. Nach der Brutzeit wird in der postnuptialen Mauser dieses Kleid wieder ins Ruhekleid gewechselt. Für nicht alle Anatinae-Arten liegen ausführliche Mauserstudien vor. Am besten untersucht ist der Mauserverlauf bei der Stockente, wobei es auch innerhalb dieser Art erhebliche individual- und populationsspezifische Unterschiede im zeitlichen Verlauf der Mauser gibt. Bei mitteleuropäischen Stockenten wechseln die Erpel zu Beginn der praenuptialen Mauser im Zeitraum von Juli bis August das Schwingengefieder und sind dann für drei bis fünf Wochen flugunfähig. Anschließend erfolgt der Wechsel des übrigen Gefieders, was sich bis zum Beginn des Dezembers hinzieht. Die Enten tragen ab dann das vollentwickelte Pracht- beziehungsweise Brutkleid. Die postnuptiale Mauser beginnt bei Stockentenerpeln bereits Mitte Mai mit dem Abwurf der mittleren Steuerfedern, während die Weibchen noch brüten. Es folgt dann die Mauser des Kleingefieders. Bei Weibchen findet die Schwingenmauser im September statt und der Kleingefiederwechsel ins Brutkleid im Zeitraum zwischen Oktober und November.

## Stimme

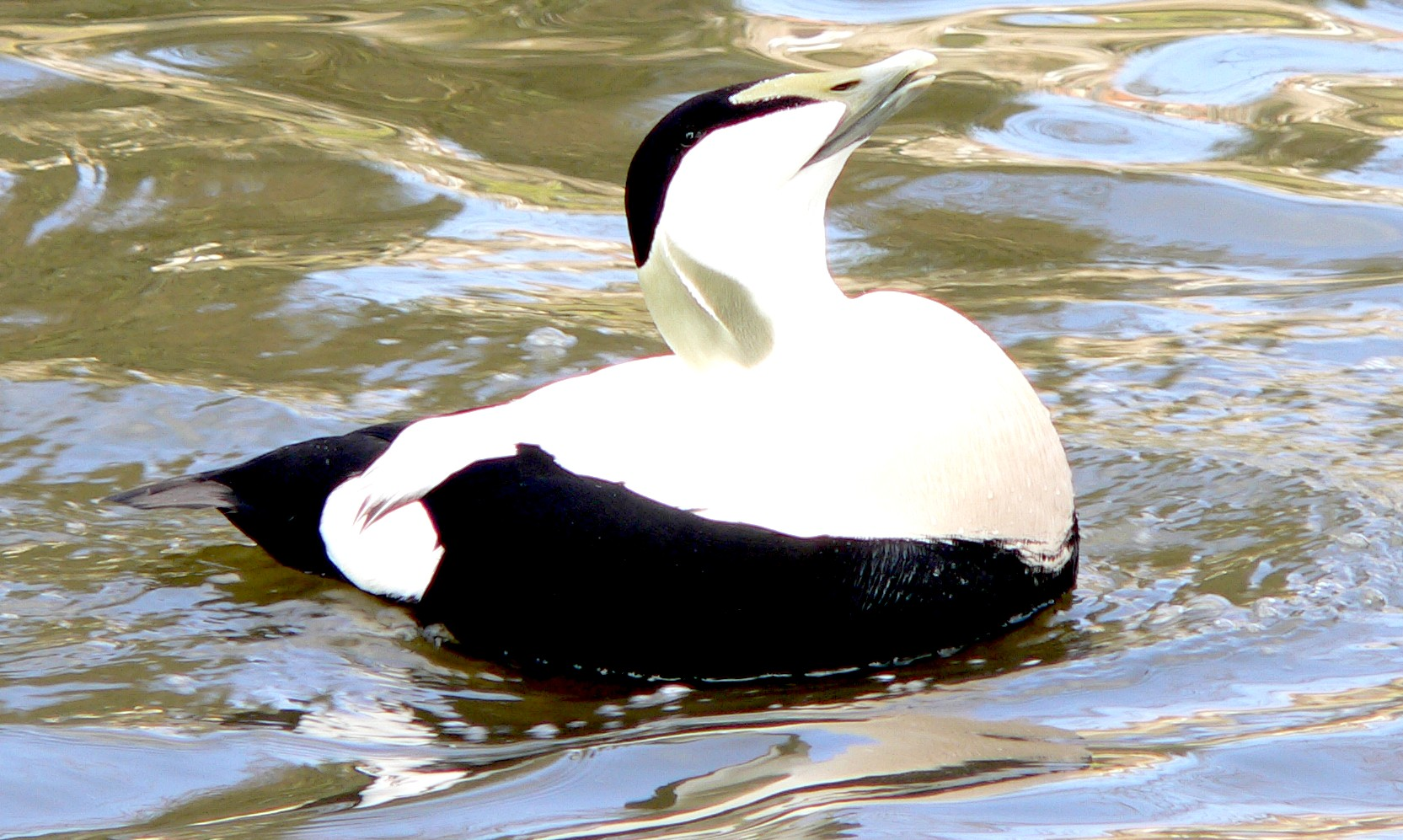
Rufende Eiderente

Anatinae verfügen über eine große Bandbreite von Lautäußerungen. Die Laute werden in der sich am Ende der Luftröhre befindlichen Syrinx erzeugt. Die Rufe der Männchen und Weibchen können sich erheblich unterscheiden, wobei dies dann in der Regel mit einem Unterschied in der Aufbauweise des Kehlkopfes einhergeht.  Bei einer Reihe von Arten ist die Stimme unauffällig. Besonders in der Tribus der Meerenten und Säger finden sich Arten, deren Rufe weithin zu vernehmen sind. Das noch aus weiter Entfernung vernehmbare uh-huh-uu der Eiderente erinnert an den Ruf der Hohltaube. Die klangvollen garu-kolik der gruppenbalzenden Eisenten-Erpel erinnern aus der Ferne an helles Glockengeläut. Die meisten Entenrufe sind wie das räb-räb-rab der Stockentenerpel weniger melodisch. Die Rufe der Weibchen sind grundsätzlich weniger auffällig als die der Erpel.
Anatinae erzeugen auch eine Reihe von Instrumentallauten. Dazu zählt das matte, klingelnde wich wich wich …, das für den Flug der Stockenten charakteristisch ist und mit den Flügeln erzeugt wird. Männliche Stockenten zeigen während der Balz ein ritualisiertes Scheinputzen, bei dem sie mit dem Schnabel von hinten her die Kiele der Handschwingen berühren. Das erzeugt ein ratterndees rrp-Geräusch. Andere Anatinae erzeugen während der Balz lautes Wasserplatschen, indem sie während des Eintauchens mit den Füßen auf die Wasseroberfläche aufschlagen oder mit den Flügeln aufs Wasser schlagen.

## Ernährung
Bereits die unterschiedlichen Schnabelformen der Anatinae-Arten weisen auf die verschiedenen Nahrungsstrategien der einzelnen Arten hin. Im Folgenden wird dies exemplarisch an vier Arten aufgezeigt, deren deutlich unterschiedliche Schnabelformen Anpassungsmerkmale an ihre jeweilige Ernährungsform aufweisen.

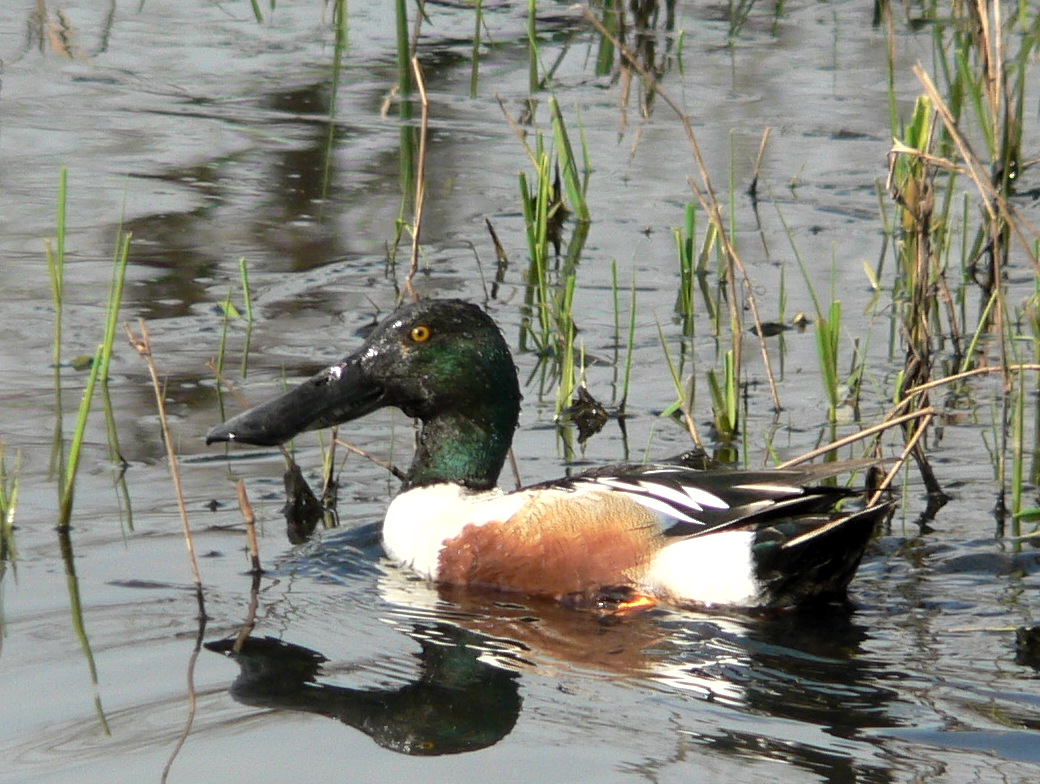
Löffelente

Die zu den Gründelenten zählende Löffelente besitzt einen vorne breit auslaufenden, klobigen Schnabel, an dessen Rändern sich eine besonders hohe Zahl von feinen Hornlamellen befindet. Oberflächennahes Wasser wird von ihr seihend durchschnattert, wobei das aufgenommene Wasser seitwärts durch die kammartigen Lamellen hinausgedrückt wird. Sie nimmt dabei Insekten, Schnecken, Würmer sowie treibende Samen und grüne Pflanzenbestandteile auf.
Die zu den Tauchenten zählende Moorente weist einen gleichmäßig breiten Schnabel mit einer gut ausgebildeten Hornspitze auf. Sie kann damit an der Oberfläche treibende Pflanzenbestandteile aufnehmen. In der Regel taucht sie jedoch und fasst mit ihrem Schnabel Samen, Rhizome, Wurzelknollen und Pflanzenbestandteile der submersen Gewässervegetation sowie der Pflanzen der Schwimmblattzone auf. Sie nimmt dabei auch kleine Wasserschnecken sowie freischwimmende Wasserinsekten zu sich, auch wenn der tierische Nahrungsbestandteil bei ihr insgesamt einen geringeren Anteil der Nahrung ausmacht. Tauchenten sind grundsätzlich etwas besser als Gründelenten an ein Leben auf dem Wasser angepasst. Viele von ihnen sind Herbivoren. Sie besetzen in vielen Regionen der Welt eine ähnliche ökologische Nische wie Schwäne. Während diese allerdings mit Hilfe ihrer langen Hälse unter Wasser nach Futter suchen, tauchen die Tauchenten.
Bei der zu den Meeresenten und Sägern zählenden Trauerente ist der Schnabel kurz und kräftig. Sie ist darauf spezialisiert, tauchend am Meeresboden Muscheln und in geringerem Umfang auch Schnecken aufzunehmen und mit ihrem kräftigen Schnabel zu zerkleinern. Krebstiere, Ringelwürmer und Stachelhäuter sowie im Sommer auch in geringerem Umfang Pflanzenbestandteile gehören gleichfalls zu ihrer Nahrung. Fische werden von ihr nur sehr selten aufgenommen. Der Gänsesäger dagegen ernährt sich ausschließlich von Fischen.

### Einzelbelege
1. ↑   Rutschke, S. 10
2. ↑   Rutschke, S. 12
3. ↑  Rutschke, S. 288
4. ↑   Kolbe, S. 193
5. ↑   Rutschke, S. 23
6. ↑   Rutschke, S. 22 und Kolbe S. 211
7. ↑   Rutschke, S. 15
8. ↑  Hans-Heiner Bergmann, Hans-Wolfgang Helb, Sabine Baumann: Die Stimmen der Vögel Europas – 474 Vogelporträts mit 914 Rufen und Gesängen auf 2.200 Sonogrammen. Aula-Verlag, Wiesbaden 2008, ISBN 978-3-89104-710-1, S. 57.
9. ↑   Kear, S. 621